# Elmer Irving Fiesenheiser
Elmer Irving Fiesenheiser (auch Elmer I. Fiesenheiser, E. I. Fiesenheiser, * 4. August 1906 in South Bend, Indiana; † 8. Mai 1998 in Greenwood, Indiana) war ein US-amerikanischer Bauingenieur.

## Leben

### Familie und Ausbildung
Der aus South Bend im US-Bundesstaat Indiana gebürtige Elmer Irving Fiesenheiser, Sohn des Christian G. Fiesenheiser und der Dorothea Schubert Fiesenheiser, studierte nach dem High-School Abschluss Bauingenieurwesen an der Purdue University in West Lafayette, 1930 graduierte er mit Auszeichnung zum Bachelor of Science, 1945 erhielt er sein Degree in Civil Engineering. 1946 erwarb Fiesenheiser den akademischen Grad eines Master of Science am Illinois Institute of Technology in Chicago.
Fiesenheiser heiratete am 27. Dezember 1930 Ellen Carlson. Dieser Ehe entstammte die Tochter Ellen Florence. Er verstarb im Mai 1998 im Alter von 91 Jahren in Greenwood im US-Bundesstaat Indiana.

### Berufliche Laufbahn
Fiesenheiser trat 1930 eine Bauingenieursstelle bei der American Bridge Company an. 1935 wechselte er zum United States. Bureau of Public Roads. Im Jahre 1941 übernahm er eine Anstellung beim Chicago Sanitary District, die er 1942 niederlegte. Zusätzlich war Fiesenheiser bei der Arthur G. McKee & Company eingesetzt. Im Jahre 1943 wurde er Ordentlicher Professor of Civil Engineering an das Illinois Institute of Technology nach Chicago berufen, 1953 wurde er zum Director des Civil Engineering Departements ernannt. Darüber hinaus fungierte Fiesenheiser seit 1943 als beratender Tragwerksplaner. 
Elmer Irving Fiesenheiser, einer der führenden Bauingenieure und Tragwerksplaner der Vereinigten Staaten seiner Zeit, wurde zum Fellow der American Association for the Advancement of Science sowie zum Mitglied der Sigma Xi, der American Society of Civil Engineers, der American Society for Engineering Education, der American Railway Engineering Association, der International Association for Bridge and Structural Engineering und des American Concrete Institutes gewählt.    

## Publikationen
- Analysis and Design of Continuous Frames with Arched Members. M.S. Illinois Institute of Technology 1946, The author, Chicago, IL., 1946
- The Versalog slide rule : an introduction manual. Frederick Post Company, Chicago, IL., 1951
- The Fiesenheiser test of ability to Read drawings. Psychometric Affiliates, cop., Chicago, IL., 1955